# 安东尼奥·马布塔斯
安东尼奥·洛伦·马布塔斯（英語：Antonio Lloren Mabutas，1921年6月13日—1999年4月22日），是菲律宾的大主教，曾任菲律宾天主教主教会议主席。